# デットマール・クラマー
デットマール・クラマー（ドイツ語: Dettmar Cramer, 1925年4月4日 - 2015年9月17日）は、ドイツのドルトムント出身のサッカー選手、サッカー指導者。デトマール・クラマーと表記されることもあった。
クラマーは日本サッカー界初の外国人コーチであり、サッカー日本代表の基礎を作り日本サッカーリーグの創設にも尽力したことから「日本サッカーの父」と称された。

## 来歴

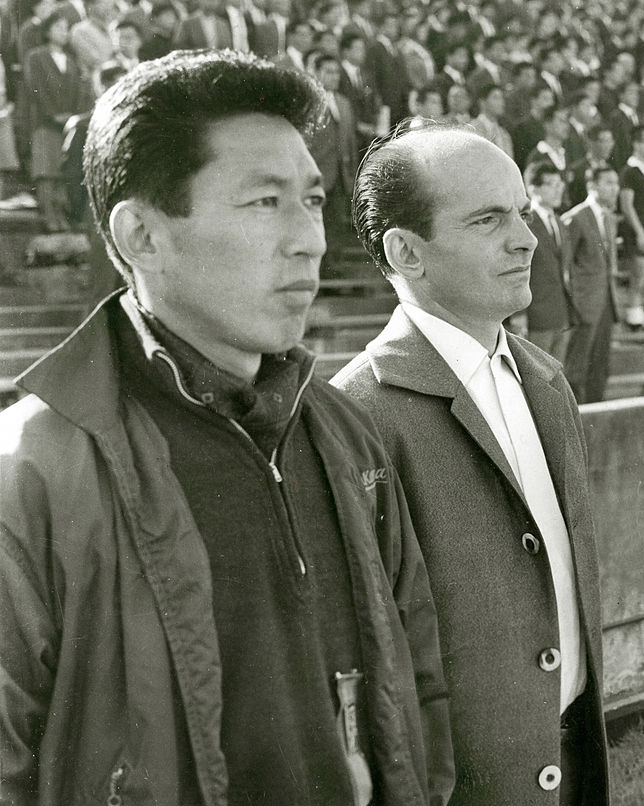
日本代表対ベトナム代表でのクラマー（右側、左は長沼健監督、1963年10月12日）。

選手だった頃、ドイツのウィクトリア・ドルトムント（Viktoria Dortmund）やSGゲルマニア・ヴィースバーデンなどでプレーしたが、膝の怪我のために1951年に引退した。
指導者としてのキャリアを始め、西ドイツユース代表監督を務めた時期にフランツ・ベッケンバウアーをユース代表に抜擢し、公私両面で指導した。
1960年、1964年東京オリンピックを控えたサッカー日本代表を指導するため、その代行監督としてクラマーが招聘された。日本サッカー協会は代表強化のために外国人監督を招くことを検討しており、成田十次郎の仲介や会長である野津謙の決断で実現した人選だった。
羽田空港でクラマーを出迎えた岡野俊一郎がクラマーを日本サッカー協会が手配していた宿泊先の山の上ホテルに連れて行こうとしたところ、「日本代表チームのみんなはどこにいるのですか」と尋ね、本郷の、岡野曰く「修学旅行生が使うような旅館」であることがわかると、「すぐ、そっちへ行く」と言い出し、岡野が選手は布団で寝て、朝食はご飯、生卵、塩鮭に味噌汁、昼はどんぶりもの、などと説明したうえで「いきなり日本の生活に入るのは無理だ」と説得しても、「選手と同じ生活をしなくて、どうして選手の気持ちが分かるんだ。明日からはそっちに行かせてもらう」と頑として譲らず、また当時練習場として借りていた、東京大学の本郷キャンパス内にある御殿下グラウンドが凸凹の土のグラウンドであったにもかかわらず、「何も言わずに、すぐ指導に入ってくれた」という。それまで、各地域別、大学別のコーチ術しかなかった日本に、世界に通用するコーチ学をもたらし、正確なパス、トラップなどの方法から、インステップキックはどう蹴る、インサイドキックはどう蹴るなど、育成に必要な基礎を教え込み、「一番重要なのは試合。そのために実戦練習が必要であり、それをやるための基本ができていないところがあるので、基本をやろう」と、基本動作、応用動作、実戦を織り交ぜつつ、かつ個人に応じたトレーニングも設定した。
クラマーも、自ら手本となるプレーを見せて実技指導を行った。初歩的な練習の繰り返しに対しては批判もあったが、方針を変えることはなかったという。当時のクラマーの教え子には釜本邦茂、杉山隆一らがいた。
当時、日本では知られておらず、専用の道具もなかったテーピングを岡野が入手した大きな絆創膏を代用して行ったり、自ら選手用の薬を調合することまでしていた。練習は厳しかったが、選手を大事にしていたことから選手達はクラマーに心酔し、後にメキシコ五輪代表のキャプテンとなった八重樫茂生も岡野に対して「岡野さん、僕はクラマーのために戦うんです!」と言ったという。その岡野とも、クラマーの実母も含め生涯兄弟同然の交流を続けた。
1964年の東京オリンピックでは、クラマー率いるサッカー日本代表はアルゼンチン代表を破るなどでベスト8の成績を残した。東京オリンピックが終わった後、任期を終えたクラマーは帰国に当たって5つの提言を残した。
クラマーのこれらの提言は、1965年の日本サッカーリーグ発足など長沼健らによって全て実行に移された。クラマーはその後も釜本のドイツ留学を実現させるなど、日本のサッカーに貢献した。そのクラマーの指導を受けた選手・コーチを中心に構成された長沼健監督率いる日本代表は、メキシコオリンピックで銅メダルを獲得した。この試合を観戦していたクラマーは日本代表の活躍を喜んだという。
1967年にFIFA公認トレーナーとなり、1969年に日本で開催されたFIFA･AFC･JFA共催の「コーチングスクール」を指導した。
1975年から1976年、FCバイエルン・ミュンヘンを率いてUEFAチャンピオンズカップで優勝した。クラマーはその際、人生最高の瞬間ではないかと問われたものの、「最高の瞬間は日本がメキシコ五輪で銅メダルを獲得したときです。私は、あれほど死力を尽くして戦った選手たちを見たことがなかったのです。」と答えた。
2005年、 クラマーは日本サッカー協会が制定した表彰制度「日本サッカー殿堂」の第1回受賞者となった。2011年には、ドイツサッカー連盟（DFB）からDFB名誉賞を受賞した。
クラマーは2015年9月17日、バイエルン州のライト・イム・ヴィンクルでその生涯を閉じた。2011年、JFA 創立90周年記念パーティーに来たのがクラマーの最後の来日となったが、その時点で既に式典中立っておられず、岡野がずっと体を支えていなければならないほどだった。岡野に2か月に1度のペースで電話をしていたのが、晩年には1か月に1度のペースとなり、第二の故郷である日本に行きたがっていたという。
翌日の9月18日、日本プロサッカーリーグ (Jリーグ) は9月19日および20日に開催される全公式戦で、クラマーに対する黙祷を行うこととした。

## 人物
クラマーは「言葉の魔術師」とも呼ばれ、数々の名言を残している。
その一方で口は相当悪かったらしく、コーチと兼任でクラマーの通訳も担当していた岡野が、度々出るクラマーの罵詈雑言を意訳するのに苦労した経験（直訳で伝えると、怒鳴られた選手はショックを受け、その場で泣き出すほど酷かったという）から、会長時代にクラマーと同じく短気で直言癖があるフィリップ・トルシエ監督の通訳を担当する事となったフローラン・ダバディにも「トルシエの汚い言葉は意訳して伝えろ、難しければ訳さなくて良い」と注意していた。

## 指導歴
- 1960 ：  日本 (監督代行)
- 1960-1963 ：  日本 (顧問)
- 1964-1966 ：  西ドイツ (assistant)
- 1971-1974 ：  エジプト
- 1974 ：  アメリカ合衆国
- 1974 ：  ヘルタBSC
- 1975-1977 ：  FCバイエルン・ミュンヘン
- 1977-1978 ：  アイントラハト・フランクフルト
- 1978-1981 ：  アル・イテハド
- 1981-1982 ：  アリス・テッサロニキ
- 1982-1985 ：  バイエル・レバークーゼン
- 1984-1985 ：  マレーシア
- 1991-1992 ：  U-23韓国代表
- 1997 ：  タイ